# یان اشودا
یان اشودا (چکی: Jan Švéda؛ ۵ نوامبر ۱۹۳۱ – ۱۴ دسامبر ۲۰۰۷) قایقران روئینگ اهل چکسلواکی بود.
وی در مسابقات کشوری و بین‌المللی در مجموع برندهٔ ۱ مدال طلا، ۱ مدال نقره، ۲ مدال برنز شده‌است.